# Remoncourt (Meurthe-et-Moselle)
Pour les articles homonymes, voir Remoncourt.
Remoncourt est une commune française située dans le département de Meurthe-et-Moselle, en région Grand Est.

## Géographie
Le territoire de la commune est limitrophe de 5 communes, dont 3 communes, Lagarde, Moussey et Avricourt, se trouvent dans le département limitrophe de la Moselle.  
|        | Lagarde    | Moussey   |
| Xousse | Remoncourt | Avricourt |
|        | Leintrey   |           |

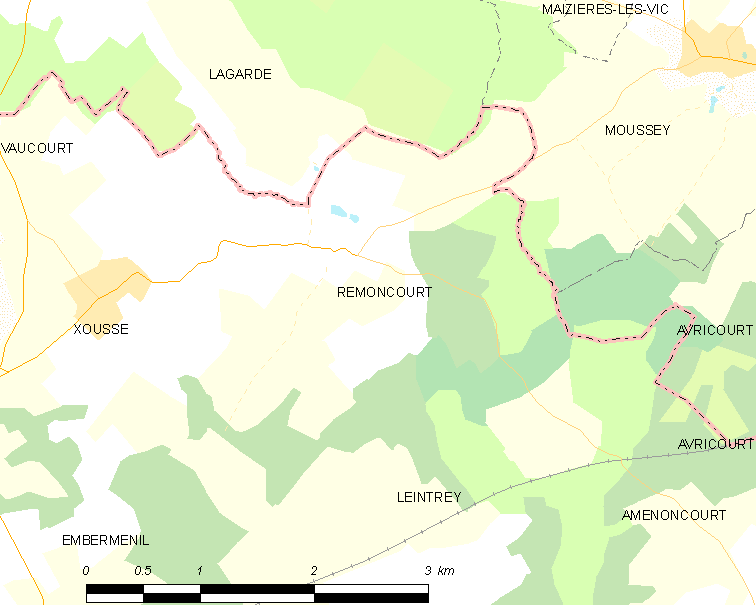
Carte de la commune.
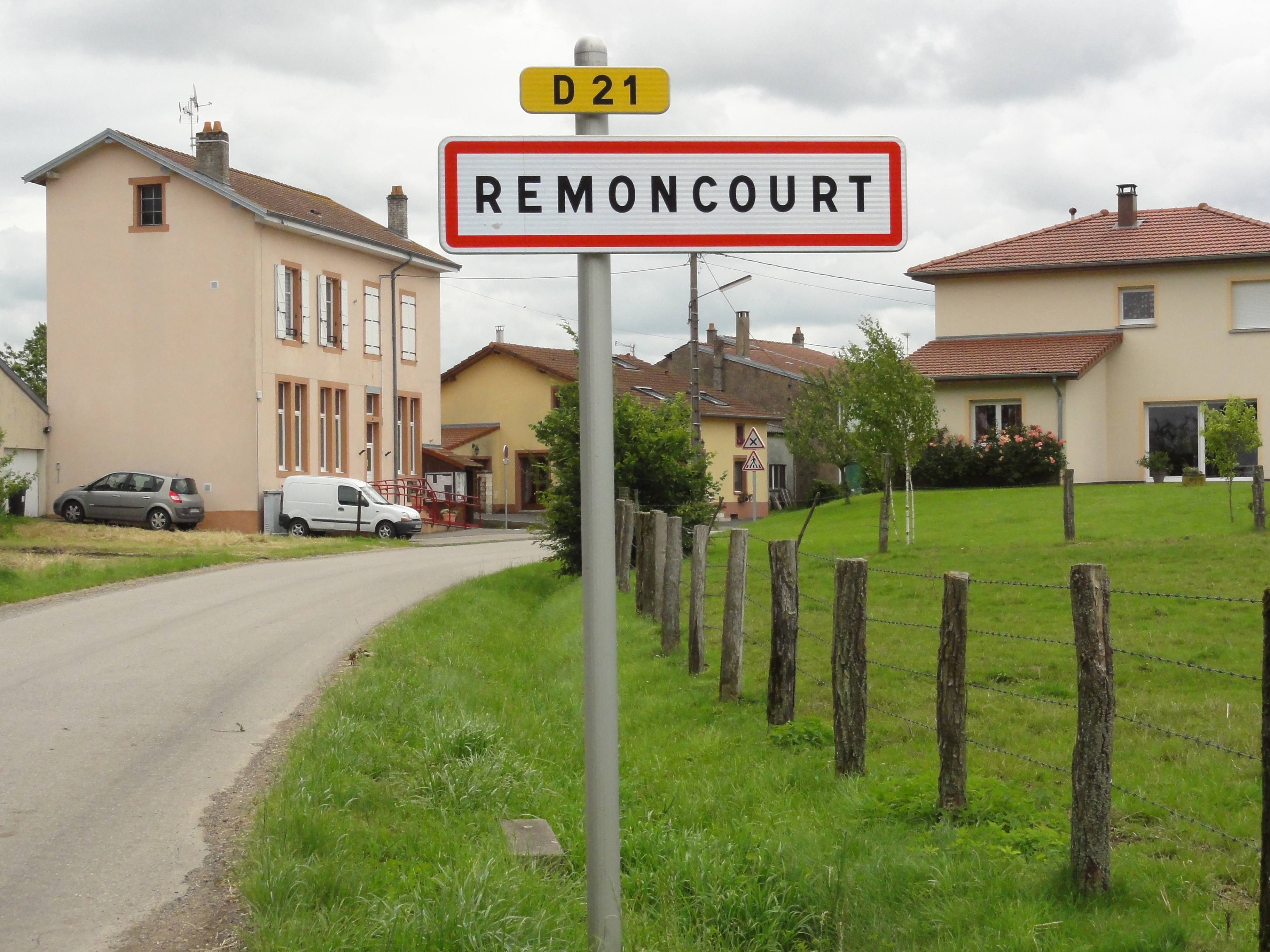
Entrée de Remoncourt.

### Hydrographie
La commune est dans le bassin versant du Rhin au sein du bassin Rhin-Meuse. Elle est drainée par le ruisseau de la Noue, le ruisseau des Abouilles, le ruisseau des Perreux, le ruisseau le Remoncourt et le ruisseau Les Aulnes,.

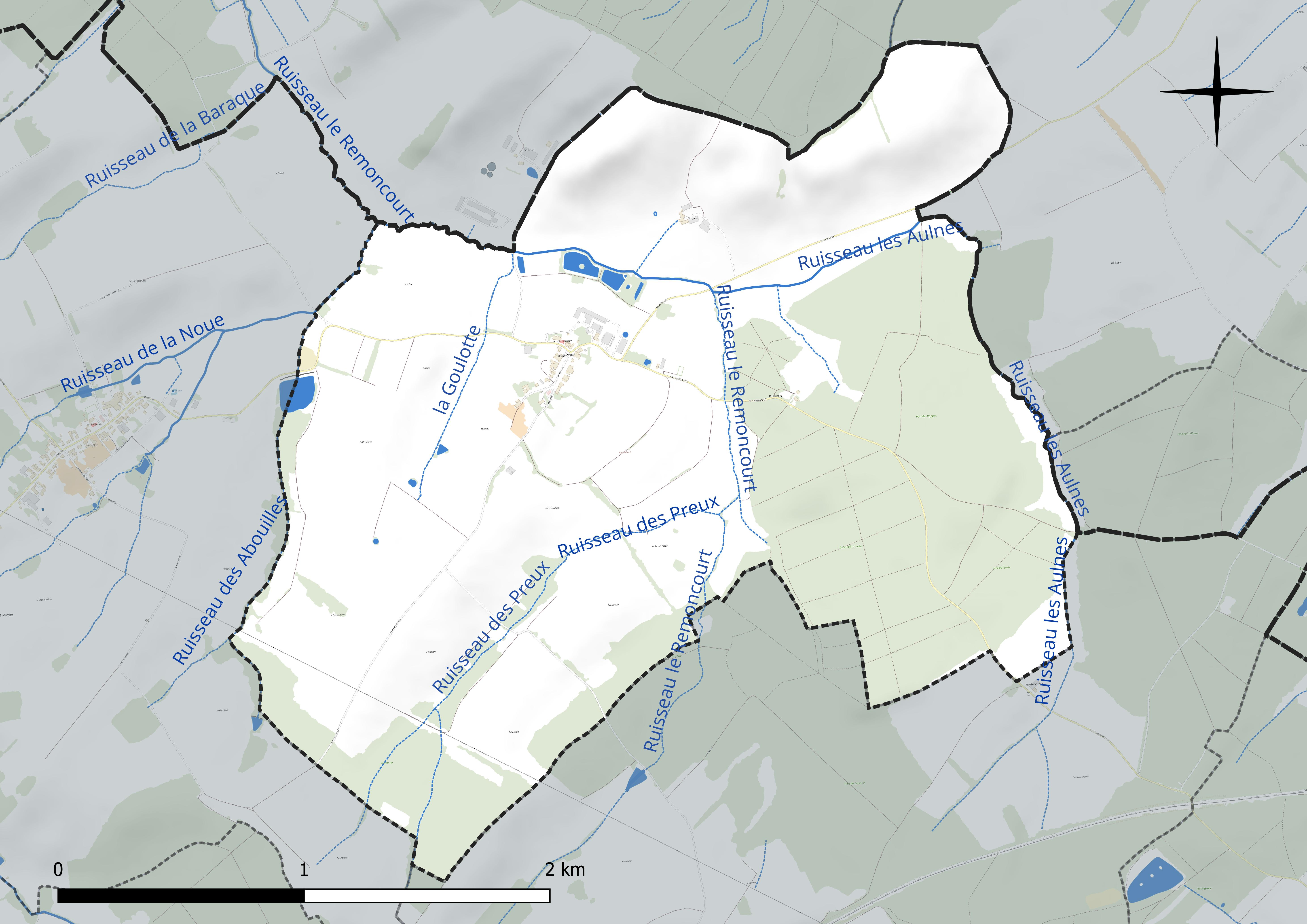
Réseau hydrographique de Remoncourt.

### Climat
Pour des articles plus généraux, voir Climat du Grand Est et Climat de Meurthe-et-Moselle.
En 2010, le climat de la commune est de type climat des marges montargnardes, selon une étude du Centre national de la recherche scientifique s'appuyant sur une série de données couvrant la période 1971-2000. En 2020, Météo-France publie une typologie des climats de la France métropolitaine dans laquelle la commune est exposée à un climat semi-continental et est dans la région climatique  Vosges, caractérisée par une pluviométrie très élevée (1 500 à 2 000 mm/an) en toutes saisons et un hiver rude (moins de 1 °C). 
Pour la période 1971-2000, la température annuelle moyenne est de 9,8 °C, avec une amplitude thermique annuelle de 17 °C. Le cumul annuel moyen de précipitations est de 941 mm, avec 12,1 jours de précipitations en janvier et 9,5 jours en juillet. Pour la période 1991-2020, la température moyenne annuelle observée sur la station météorologique de Météo-France la plus proche, « St Maurice », sur la commune de Saint-Maurice-aux-Forges à 18 km à vol d'oiseau, est de 10,5 °C et le cumul annuel moyen de précipitations est de 837,4 mm. 
La température maximale relevée sur cette station est de 39,2 °C, atteinte le 25 juillet 2019 ; la température minimale est de −19,9 °C, atteinte le 1er mars 2005,,. 
Les paramètres climatiques de la commune ont été estimés pour le milieu du siècle (2041-2070) selon différents scénarios d'émission de gaz à effet de serre à partir des nouvelles projections climatiques de référence DRIAS-2020. Ils sont consultables sur un site dédié publié par Météo-France en novembre 2022.

## Urbanisme

### Typologie
Au 1er janvier 2024, Remoncourt est catégorisée commune rurale à habitat très dispersé, selon la nouvelle grille communale de densité à sept niveaux définie par l'Insee en 2022.
Elle est située hors unité urbaine et hors attraction des villes,.

### Occupation des sols
L'occupation des sols de la commune, telle qu'elle ressort de la base de données européenne d’occupation biophysique des sols Corine Land Cover (CLC), est marquée par l'importance des territoires agricoles (66,1 % en 2018), une proportion sensiblement équivalente à celle de 1990 (65,9 %). La répartition détaillée en 2018 est la suivante : terres arables (36,9 %), forêts (33,9 %), prairies (29,2 %). L'évolution de l’occupation des sols de la commune et de ses infrastructures peut être observée sur les différentes représentations cartographiques du territoire : la carte de Cassini (XVIIIe siècle), la carte d'état-major (1820-1866) et les cartes ou photos aériennes de l'IGN pour la période actuelle (1950 à aujourd'hui).

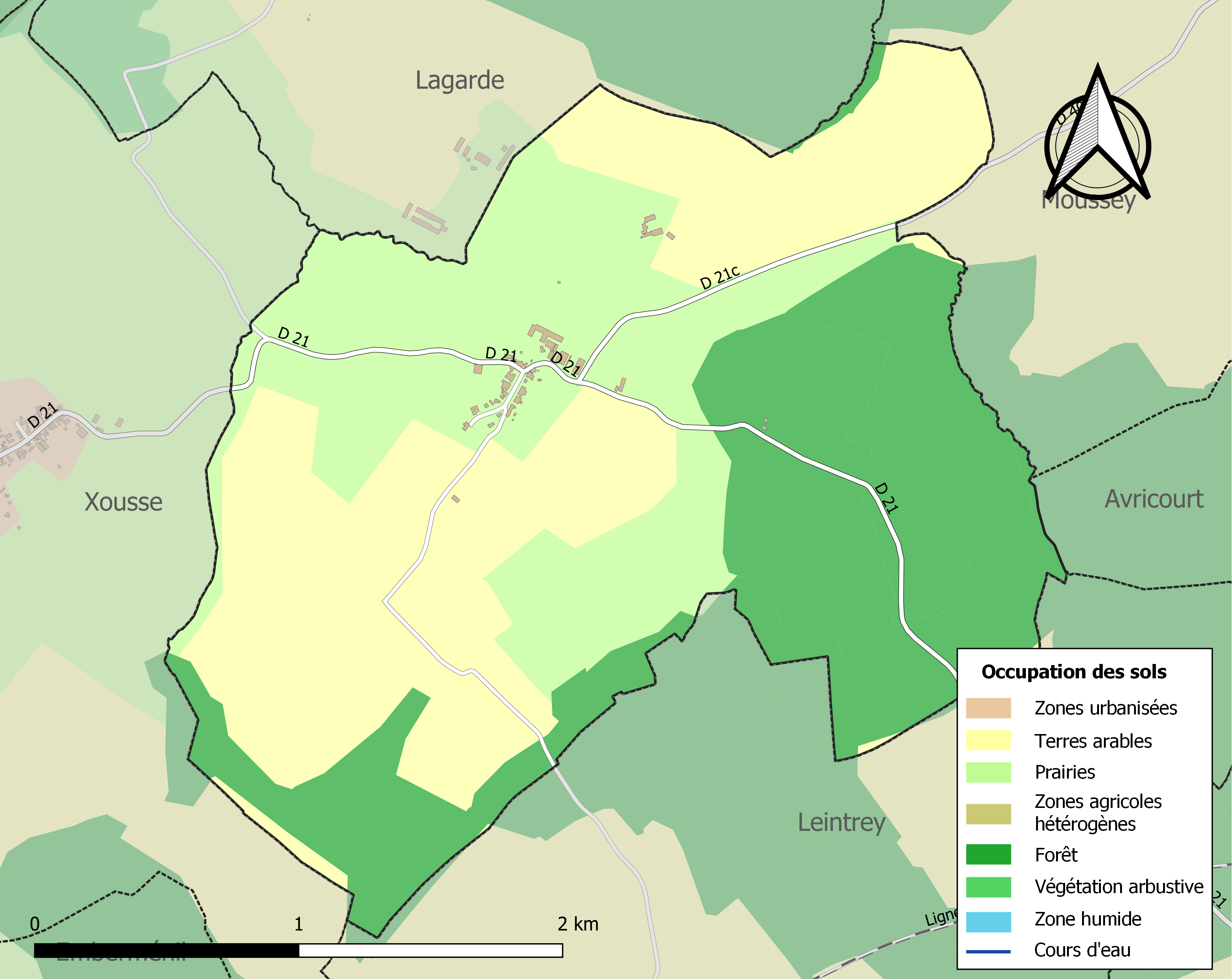
Carte des infrastructures et de l'occupation des sols de la commune en 2018 (CLC).

## Toponymie
Le nom de la localité est attesté sous les formes Remuncurt (1162) ; Remoncort (1327) ; Remoncour-devant-la Garde (1779).

## Histoire
- Première mention en 950.
- En 1125, le territoire communal fut cédé par les seigneurs de Réchicourt aux habitants.
- Village douanier français lors de l'annexion du département de la Moselle (il existait avant le conflit deux départements, la Meurthe et la Moselle).

## Politique et administration
| Période                                  | Période                   | Identité                                       | Étiquette | Qualité             |
| ---------------------------------------- | ------------------------- | ---------------------------------------------- | --------- | ------------------- |
| Les données manquantes sont à compléter. |                           |                                                |           |                     |
| avant 2001                               | 2008                      | Alain Gaillard                                 |           |                     |
| mars 2008                                | En cours (au 25 mai 2020) | Stève Jouquelet Réélu pour le mandat 2020-2026 |           | Exploitant agricole |

## Population et société

### Démographie
L'évolution du nombre d'habitants est connue à travers les recensements de la population effectués dans la commune depuis 1793. Pour les communes de moins de 10 000 habitants, une enquête de recensement portant sur toute la population est réalisée tous les cinq ans, les populations de référence des années intermédiaires étant quant à elles estimées par interpolation ou extrapolation. Pour la commune, le premier recensement exhaustif entrant dans le cadre du nouveau dispositif a été réalisé en 2005.

En 2022, la commune comptait 41 habitants, en évolution de −10,87 % par rapport à 2016 (Meurthe-et-Moselle : −0,13 %, France hors Mayotte : +2,11 %).
| 1793 | 1800 | 1806 | 1821 | 1831 | 1836 | 1841 | 1846 | 1851 |
| ---- | ---- | ---- | ---- | ---- | ---- | ---- | ---- | ---- |
| 165  | 153  | 161  | 211  | 227  | 210  | 228  | 242  | 196  |

| 1856 | 1861 | 1872 | 1876 | 1881 | 1886 | 1891 | 1896 | 1901 |
| ---- | ---- | ---- | ---- | ---- | ---- | ---- | ---- | ---- |
| 185  | 197  | 177  | 181  | 177  | 177  | 181  | 184  | 168  |

| 1906 | 1911 | 1921 | 1926 | 1931 | 1936 | 1946 | 1954 | 1962 |
| ---- | ---- | ---- | ---- | ---- | ---- | ---- | ---- | ---- |
| 165  | 153  | 96   | 98   | 98   | 99   | 69   | 68   | 69   |

| 1968 | 1975 | 1982 | 1990 | 1999 | 2005 | 2006 | 2010 | 2015 |
| ---- | ---- | ---- | ---- | ---- | ---- | ---- | ---- | ---- |
| 63   | 64   | 54   | 50   | 39   | 36   | 36   | 40   | 45   |

| 2020 | 2022 | - | - | - | - | - | - | - |
| ---- | ---- | - | - | - | - | - | - | - |
| 43   | 41   | - | - | - | - | - | - | - |

## Culture locale et patrimoine

### Lieux et monuments
- Église reconstruite après 1944.
- Plaques commémoratives de trois guerres sur la mairie.
- Vestiges de la chapelle de Fricourt (ferme) dont le mobilier a été vendu aux États-Unis en 1918 ; chapelle dédiée à Notre-Dame-de-Bon-Succès, restaurée au XIXe siècle ; il s'agit d'une maison de ferme présentant des vestiges XVIIe siècle.

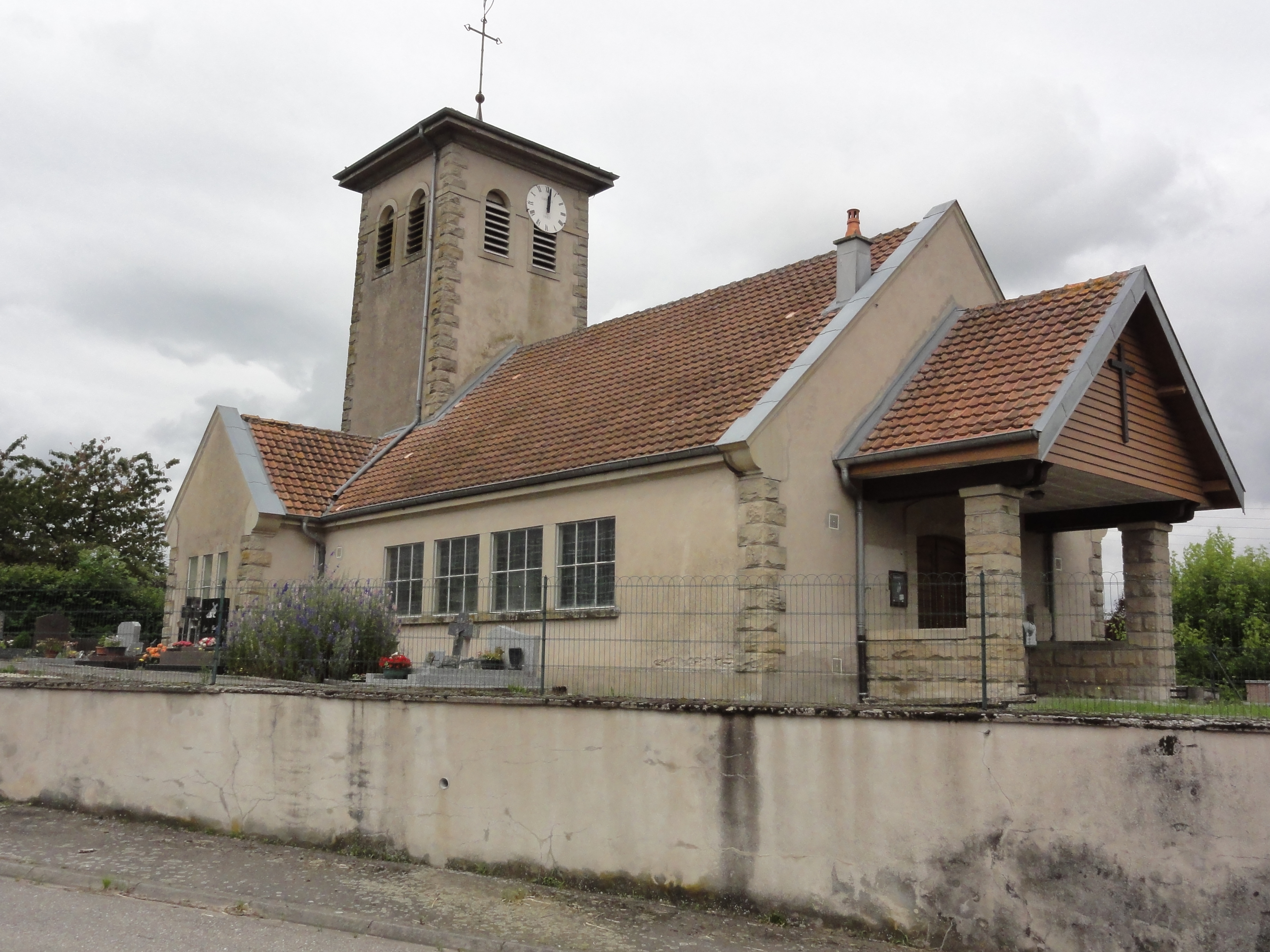
L'église.
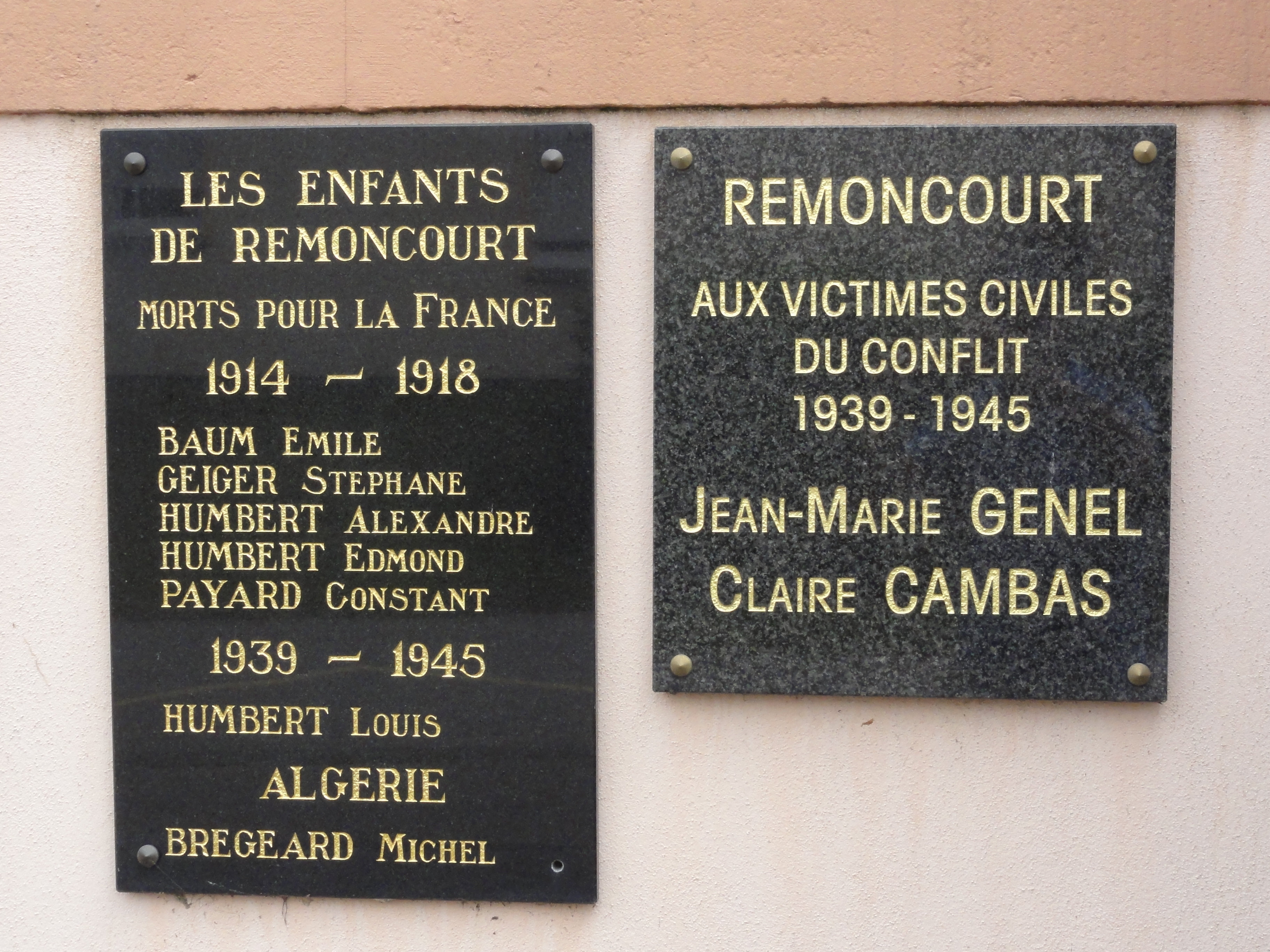
Plaques commémoratives de trois guerres.

### Héraldique, logotype et devise
| Blason de Remoncourt | Blason  | D'or au chevron d'azur chargé d'un trèfle du champ. |
| Blason de Remoncourt | Détails | Le statut officiel du blason reste à déterminer.    |